# Fruitmarket Gallery
Fruitmarket Gallery er et moderne kunstgalleri i Edinburgh, Skotland.
Siden åbningen i 1974 er galleriet blevet en del af den moderne skotske kunstscene. Efter en periode, hvor galleriet var lukket grundet renovering, genåbnede Fruitmarket Gallery i 2021 med udvidet udstillingsområde.